# Abbaye aux Dames
Az Abbaye aux Dames (Női apátság) Caen egyik középkori, normann eredetű kolostora.

## Apátság
Az apátságot a későbbi I. Vilmos angol király és felesége, Flandriai Matild alapította 1060-ban a bencés rend számára. Falai között a normann arisztokrácia fiatal hölgyei nevelkedtek, a rend cserébe járadékot kapott a családoktól. 1782 és 1789 között az épületben élt Charlotte Corday, aki 1793-ban leszúrta a fürdődézsájában dolgozó Jean-Paul Marat jakobinus vezetőt.
Az évszázadok során az épületek állaga fokozatosan leromlott. A 18. század elején Froulay de Tessé apátnő elhatározta, hogy rendbe hozatja a zárdát, és Guillaume de la Tremblaye normann építészt bízta meg a munkával, aki a férfiaknak szentelt caeni apátságon (Abbaye aux Hommes) dolgozott. A francia forradalom idején a nővéreket elkergették, a létesítményt bezárták, ingóságait eladták.
A zárda épületei később takarmányraktárként, helyőrségként, szegényházként, 1823-tól kórházként, 1908-tól pedig szeretetházként működtek. 1984-ben az épületeket restaurálták, és azóta a regionális tanács használja.

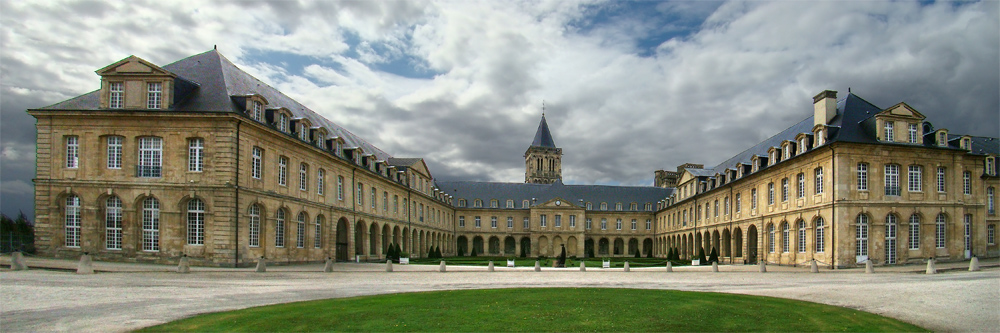
A zárdaépületek ma

## Templom
Az apátsághoz tartozó Szentháromság templomot (franciául Abbaye de la Sainte-Trinité) a ma normann-nak nevezett stílusban építették, csakúgy, mint a Szent Egyed-templomot, és 1666. június 18-án szentelték fel Vilmos és Matilda, valamint sok normann nemes jelenlétében, akik azért gyűltek össze, hogy elfoglalják Angliát. Az épület homlokzatát két vaskos oszlop fogja közre, a belső tér háromosztatú, a főhajó mellett két mellékhajó található. A 18. században a homlokzat díszítményeit lerombolták, majd a 19. században az épület új díszítést kapott, amely azonban nem követi a normann építészeti hagyományokat. A főhajót a két mellékhajótól kilencívű oszlopsor választja el, az apszis felett lapos ívű, félgömböt idéző boltozat található. Az oszlopfők faragottak. Kettőt egzotikus állatok, gázlómadarak és elefántok díszítenek. A kórus bejárata előtt fekete márvány kőlap jelzi Matild királyné nyughelyét.
A Szent Miklós-kriptába más, normann templomoktól eltérően, két keskeny, csavarodó lépcsőn lehet lejutni, amelyek a kórus két oldaláról nyílnak. A kriptában 16 oszlop áll négy sorban, faragványaik az utolsó ítéletet jelenítik meg. A keskeny térben megkövült erdő benyomását keltik.